# 名鉄バス名古屋中央営業所
名鉄バス名古屋中央営業所（めいてつバスなごやちゅうおうえいぎょうしょ）は、愛知県名古屋市中川区清船町に所在する名鉄バスの営業所。所属略号は中。

## 概説
元来貸切バスの営業所であり、主に貸切バス・長距離高速バスを担当している。名鉄バスの車両のほか、共同運行の高速バスも入庫しており、多彩なバスが止まっているのが見られる。中村区に所在していた当時は名鉄バスセンターに極めて近かった。
名古屋空港時代から空港特急バスの拠点営業所であり中部国際空港開港時にも空港バスを運行していたが、名鉄電車空港線の利用が圧倒的で、空港バス利用客が著しく低迷しているため管轄路線はすべて廃止、または共同運行から撤退したが、2014年からセントレアリムジンを運行している。2020年10月からは県営名古屋空港直行バスの運行を一宮営業所から当営業所へ移管となったため、名古屋空港特急バスの運行が約15年ぶりに復活した。
かつて名古屋鉄道時代には名古屋自動車営業所特急バス管理所、高速自動車営業所と称していた時期もあり、その関係で基幹バス車のバスカードの印字が「ソク」だったこともある（ちなみに所属略号は高だった）。また2010年3月に廃止された小牧管理所（2007年3月までは営業所、所属番号は小だった）からの継承路線も担当していた。
2020年には新型コロナウイルス感染拡大防止のために高速バスの多くが運休したため、所属する乗務員が他営業所の応援に入ることが多くなっている。

## 所在地
- 愛知県名古屋市中川区清船町二丁目1番6号
- 最寄りバス停は名古屋市営バス「清船町一丁目」

## 沿革
開設時は愛知県名古屋市中村区名駅南二丁目に所在していたが、名古屋都市計画道路事業の土地収用に伴い、2024年6月24日より現在地に移転した。

## 現行路線
瀬戸内エクスプレス名古屋号、名神ハイウェイバス（JR名古屋駅発着）とセントレアリムジン（名古屋観光ホテル発着）を除き、名古屋（名鉄バスセンター）を発着する路線。（ ）は、共同運行会社。

### 夜行高速バス
- 仙台線「青葉号」（宮城交通）
- 宇都宮・郡山線（福島交通）
- 松山線「瀬戸内エクスプレス名古屋号」（JR東海バス・JR四国バス・伊予鉄バス）
- 福岡線「どんたく号」（西日本鉄道）

### 昼夜行高速バス
- 新宿線「中央道高速バス/中央高速バス」（京王電鉄バス）
- 新潟線「中央道高速バス」（新潟交通）
- 上高地線：季節運行
- 岡山線（両備バス）

### 昼行高速バス
- 富士五湖線「リゾート・エクスプレス」（富士急バス）…季節運行
- 松本線「中央道高速バス」（アルピコ交通）
- 伊那・箕輪線「中央道高速バス」（信南交通・伊那バス）
- 飯田線「中央道高速バス」（信南交通）
- ひだ高山線（JR東海バス・濃飛バス）
- 富山線「東海北陸道高速バス」（富山地方鉄道）
- 金沢線「北陸道特急バス」（西日本JRバス・北陸鉄道）
- 白川郷・金沢線（北陸鉄道）
- 福井線「北陸道特急バス」（福井鉄道・京福バス）
- 奈良線（奈良交通）
- 神戸線「名神ハイウェイバス」（JR東海バス・西日本JRバス）
- 京都線「名神ハイウェイバス」（JR東海バス・西日本JRバス・名阪近鉄バス）

### 近距離高速バス
- 名古屋関・美濃線：岐阜県美濃市、関市と愛知県名古屋市を結ぶ高速バス（昼行）で岐阜バスと共同運行している。2017年9月9日から2021年5月31日までは名鉄バスが運行を休止しており、岐阜バスが高速名古屋線として単独運行していた。岐阜バス運行便、名鉄バス運行便ともmanacaなどの交通系ICカードが利用できるほか、岐阜バス運行便のみayucaも利用できる。岐阜バス運行便は2024年3月2日よりmanacaなどの交通系ICカードが利用可能となった。
  - 名鉄バスセンター - 伏見町 - 錦通本町 - 栄（オアシス21バスターミナル） - 高速各務原 - 赤土坂 - 新田 - 栄町1丁目 - 関シティターミナル -  中有知 - 中濃庁舎

### 空港特急バス
- セントレアリムジン：名古屋観光ホテル - 錦通本町 - 栄 - （名古屋東急ホテル） - 中部国際空港
  - 2023年10月1日運行再開。名古屋東急ホテルは中部国際空港からの降車のみ取り扱う。また、中部国際空港行きは第1・2ターミナル双方とも停車するが、中部国際空港発は第1ターミナルのみ停車する。
  - 2020年4月15日からの運休時点では名鉄バスセンター発着としており、伏見町・ヒルトン名古屋に停車していた。また、名古屋東急ホテルでも乗車扱いを行っていた。
- 県営名古屋空港線　運休中

### シャトルバス
- ささしまウェルカムバス
  - 名鉄バスセンターには乗り入れず、名古屋駅前（ささしまライブ24行きはミッドランドスクエア前が起点、名古屋駅行きは名鉄名古屋駅前が終点）を発着する。概ね毎時3-4本の運行。土休日は朝ラッシュの運行がない。manacaによる乗継割引やポイントサービスは適用されるが、定期券や回数券は他の路線とは異なる独自のものであり、定期券をmanacaに搭載できない。小児用の定期券や回数券は発売されていない。
  - 2020年4月25日より新型コロナウイルスの影響により土休日は全便運休していたが、2023年4月1日より土休日の運行を再開した[3]。
  - 2020年10月1日のダイヤ改正で大幅な減便が実施され[4]、2021年1月4日のダイヤ改正で平日朝に数本増発された。

### 一般路線バス
- 本地ヶ原線（名古屋市交通局）
  - 以下に当営業所の担当路線を掲載する
    - 【30】名鉄バスセンター - 栄 - 市役所 - 古出来町 - 引山 - 三軒家
    - 【32】名鉄バスセンター - 栄 - 市役所 - 古出来町 - 引山 - 三軒家 - 四軒家 - トヨタ博物館前
    - 【34】名鉄バスセンター - 栄 - 市役所 - 古出来町 - 引山 - 三軒家 - 四軒家 - 愛知医科大学病院
    - 【36】名鉄バスセンター - 栄 - 市役所 - 古出来町 - 引山 - 三軒家 - 四軒家 - 瀬戸駅前

  - 当営業所は【30】三軒家、【32】トヨタ博物館前、【34】愛知医科大学病院、【36】瀬戸駅前の4系統を担当し、【30】三軒家が最も多い。【31】藤が丘、【33】尾張旭向ヶ丘、【35】菱野団地の3系統は全便名古屋営業所が担当し、当営業所は担当しない。
  - 名古屋営業所と共同運行

### 運行業者車両の車庫管理
- 西可児線（東濃鉄道）
- 高松・丸亀線「さぬきエクスプレス名古屋」（四国高速バス）

### 旧小牧営業所からの継承路線
- 車両は春日井営業所に配置
  - 多治見線（東濃鉄道）
  - 桃花台線

## 廃止路線
- 長崎線「グラバー号」（長崎自動車）
- 熊本線「不知火号」（九州産交バス）
- ぶんご号（名古屋～大分）
- 名鉄バスセンター - 名古屋空港
  - 2020年10月1日より運行を再開。
- 名古屋駅（新幹線口） - 名古屋空港
- 名鉄バスセンター - 中部国際空港
  - セントレアリムジンとして2014年から運行を再開
- 名古屋駅（新幹線口） - 中部国際空港
- 栄（オアシス21） - 中部国際空港
  - セントレアリムジンとして運行を再開
- 名鉄バスセンター - 県庁前 - 小牧駅
- 西可児線：名鉄バスセンター - リトルワールド - 四季の丘
  - 名鉄バスのみ撤退。現在は東濃鉄道が可児市役所線と統合した上で終点が鳴子公園・可児車庫へ変更
- 可児市役所線：名鉄バスセンター - 可児市役所
- 長野線「中央道高速バス」（アルピコ交通）
  - 2020年3月31日を持って撤退し、翌4月1日よりアルピコ交通の単独運行となる。
- 土岐プレミアム・アウトレット線
  - 2021年7月3日より東濃鉄道へ移管。

## 車両
長距離高速バスを主体とする営業所のため桃花台線で使用されている一般路線バス改造車と基幹バス6両を除くすべての車両が観光・高速バスである。基幹バス車両のうち、かつて5両はエコハイブリッドのノンステップバスであったが、2013年10月頃から他営業所から同数の一般ノンステップバスと入れ替えられた（残りの1両はワンステップバス）。また、基幹バス6両は全車バリアフリー対応車である。一般路線バス改造車と多治見線用の車両は、同営業所と春日井営業所との共同運営を行っている小牧管理所に駐留しているものの、2010年3月12日をもって小牧管理所が閉鎖になる事に伴い、小牧駅 - 春日井駅及び勝川駅間の路線や多治見線や桃花台線の車両管理については春日井営業所が引き継いており、都市間高速バス路線では共同運行を行っている。しかし、高速バス路線が同所と名古屋・豊田の3ヶ所に集約されている為に今後も春日井に車両を配置し続けるかについては未定である。一般路線バス7両とその改造車に搭載されている音声合成装置と運賃表示器は、レシップのものになっている。以前は当営業所と名古屋営業所のみ指月電機製の案内装置を採用していた。
高速バス車両は大別して3種類に分かれる。
- 独立3列シート・トイレつき（夜行高速バス 仙台・福島・新潟・岡山・福岡)
- 4列シート・トイレつき（中央道・北陸道高速バスなど）
- 4列シート（都市間高速バス 関・美濃・セントレアリムジン）

中部国際空港特急バスからの撤退に伴う空港バス車両は他営業所や知多バスに移籍、または廃車された。なお、近距離高速路線では、専用車として、日野・セレガを使用している
2025年、3月10日より、トヨタの燃料電池バス、SORAといすゞのEVバス、エルガEVの各1台ずつ導入が開始された。